# Acadia Valley
Pour les articles homonymes, voir Acadia.
Acadia Valley est un hameau (hamlet) de Acadia No 34, situé dans la province canadienne d'Alberta.

## Démographie
En tant que localité désignée dans le recensement de 2011, Acadia Valley a une population de 137 habitants dans 59 de ses 63 logements privés, soit une variation de -2.1% avec la population de 2006. Avec une superficie de 0,476 3 km2, le hameau possède une densité de population de 287,633 8 hab/km2 en 2011.
Concernant le recensement de 2006, Acadia Valley abritait 140 habitants dans 64 de ses 72logements privés. Avec une superficie de 0,476 3 km2, le hameau possédait une densité de population de 293,9 hab/km2 en 2006.
| 2011 | 2016 |
| ---- | ---- |
| 137  | 149  |